# Невшатель (станція)
46°59′48″ пн. ш. 6°56′09″ сх. д. / 46.996727° пн. ш. 6.9357133055556° сх. д.

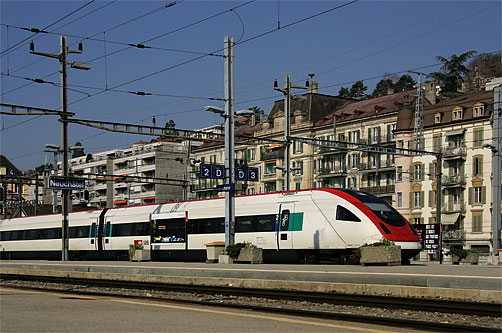
станція Невшатель

Залізнична станція Невшатель (фр. Gare de Neuchâtel) — залізнична станція, що обслуговує місто Невшатель, столицю кантону Невшатель, Швейцарія. Відкрита в 1857 році, належить і експлуатується SBB-CFF-FFS. У межах міста також є залізнична станція SBB Невшталь-Сер'єр і чотири зупинки міжміського автобуса до Будрі.
Станція є частиною однієї з найважливіших залізничних ліній Швейцарії — залізнична станція на лінії Юрафусліні, яка є одним з двох маршрутів, що використовуються міжміськими поїздами між Женевою та Цюрихом.

## Розташування
Залізнична станція Невшатель розташована в районі Place de la Gare на північний схід від центру міста, приблизно за 15 хвилин ходьби від центральної пішохідної зони. Фунікулер Фунамбул сполучає станцію з нижньою частиною міста біля університету.

## Історія
Станція була відкрита в 1859 році, одночасно з відкриттям лінії Юрафусліні, в 1936 році колишній залізничний вокзал більше не задовольняв вимогам, і була побудована нова будівля. У 1987 році вперше відбувся рейс TGV з Невшателя. З нагоди виставки Expo.02 станція була перебудована.